# Quá trình đốt cháy oxy
Quá trình đốt cháy oxy là một tập hợp các phản ứng tổng hợp hạt nhân diễn ra trong các ngôi sao lớn đã sử dụng hết các nguyên tố nhẹ hơn trong lõi của chúng. Quá trình đốt cháy oxy được đi trước bởi quá trình đốt cháy neon và đã thành công nhờ quá trình đốt cháy silicon. Khi quá trình đốt cháy neon kết thúc, lõi của ngôi sao co lại và nóng lên cho đến khi nó đạt đến nhiệt độ đánh lửa để đốt cháy oxy. Phản ứng đốt cháy oxy tương tự như phản ứng đốt cháy carbon; tuy nhiên, chúng phải xảy ra ở nhiệt độ và mật độ cao hơn do hàng rào Coulomb của oxy lớn hơn. Oxy trong lõi đốt cháy trong phạm vi nhiệt độ (1,5-2,6)×109 K  và trong phạm vi mật độ của (2,6-6,7)×109 g/cm 3. Các phản ứng chính được đưa ra dưới đây, trong đó các tỷ lệ phân nhánh cho rằng kênh deuteron mở (ở nhiệt độ cao):
Gần nhiệt độ 2×109 K, tốc độ phản ứng đốt cháy oxy xấp xỉ 2,8×1012 (T9/2)33, trong đó T9 là nhiệt độ tính bằng tỷ Kelvin. Nhìn chung, các sản phẩm chính của quá trình đốt cháy oxy là  28Si, 32,33,34S, 35,37Cl, 36,38Ar, 39,41K và 40,42Ca. Trong đó, 28Si và 32S chiếm 90% thành phần cuối cùng. Nhiên liệu oxy trong lõi của ngôi sao đã cạn kiệt sau 0,01-5 năm tùy thuộc vào khối lượng của ngôi sao và các thông số khác. Quá trình đốt cháy silicon tạo ra sắt, nhưng sắt này không thể phản ứng thêm để tạo năng lượng để hỗ trợ ngôi sao.
Trong quá trình đốt oxy, hướng ra ngoài, có vỏ đốt oxy, tiếp theo là vỏ neon, vỏ carbon, vỏ helium và vỏ hydro. Quá trình đốt cháy oxy là phản ứng hạt nhân cuối cùng trong lõi của ngôi sao không diễn ra trong quá trình alpha.

## Trước khi đốt oxy
Mặc dù 16O nhẹ hơn neon, đốt neon xảy ra trước khi đốt oxy, bởi vì 16O là hạt nhân kỳ diệu gấp đôi và do đó cực kỳ ổn định. So với oxy, neon kém ổn định hơn nhiều. Do đó, quá trình đốt neon xảy ra ở nhiệt độ thấp hơn 16O + 16O. Trong quá trình đốt neon, oxy và magnesi tích tụ trong lõi của ngôi sao. Khi bắt đầu đốt oxy, oxy trong lõi sao rất dồi dào do quá trình đốt cháy helium (4He (2α,) 12C (α, γ) 16O), quá trình đốt cháy carbon (12C (12C), α) 20Ne, 12C (α, γ) 16O) và quá trình đốt neon (20Ne (γ, α) 16O). Phản ứng 12C (α, γ) 16O có ảnh hưởng đáng kể đến tốc độ phản ứng trong quá trình đốt oxy, vì nó tạo ra lượng lớn 16O.